# Chery M11
Chery M11/M12 — компактні автомобілі, що виробляються китайською компанією Chery з 2008 року. 

## Опис моделі М11

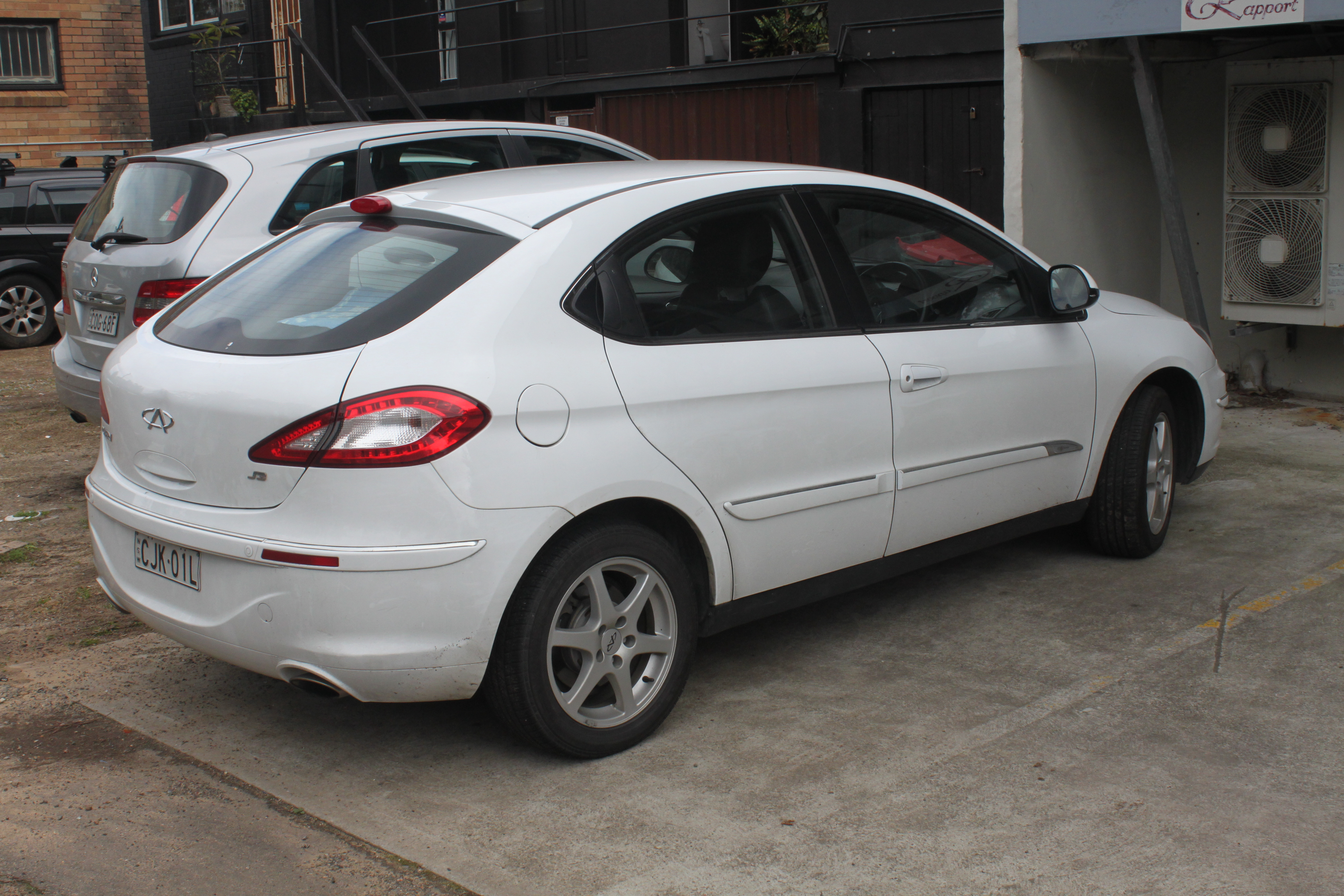
Chery A3 хетчбек

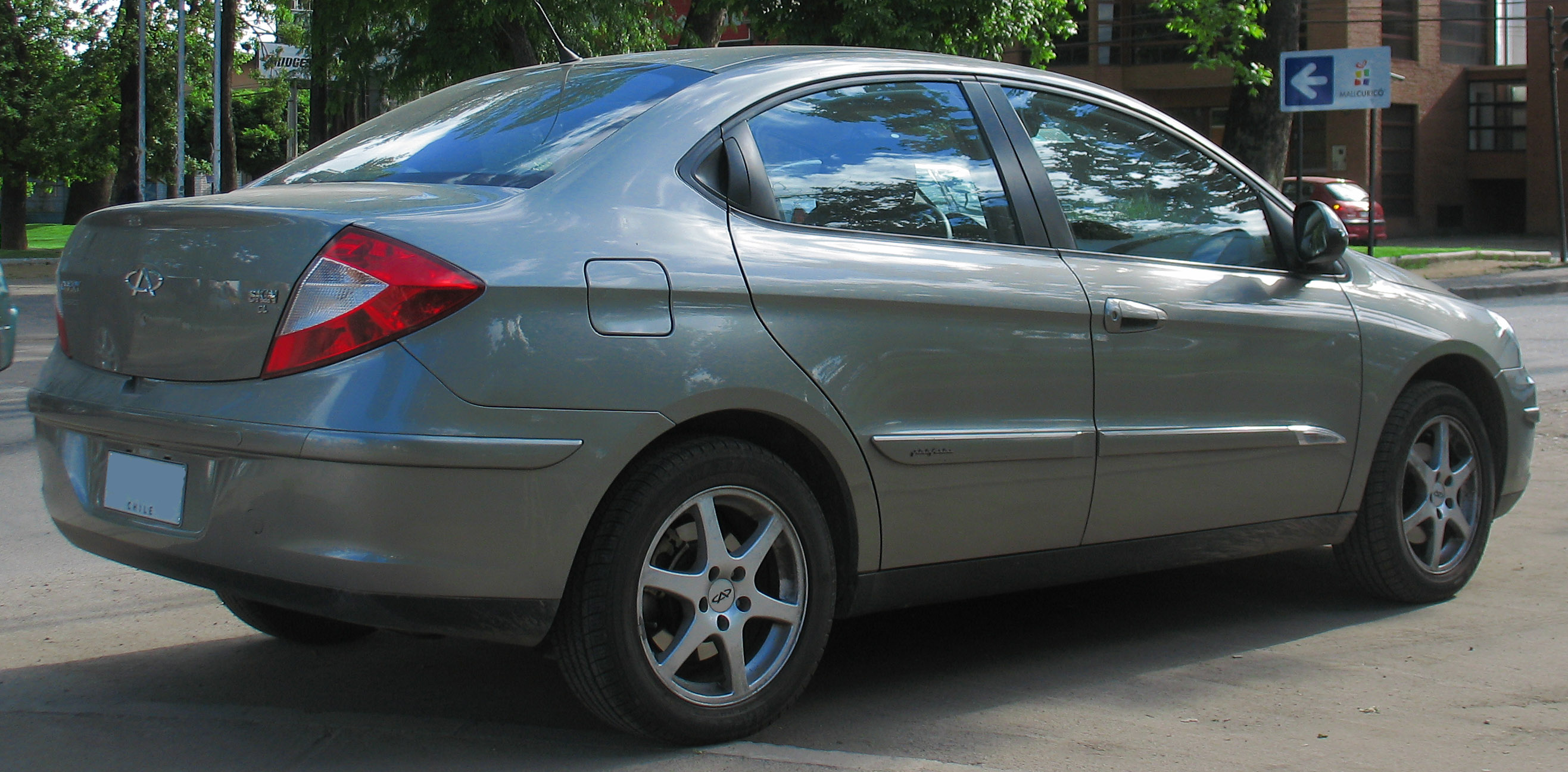
Chery A3 седан

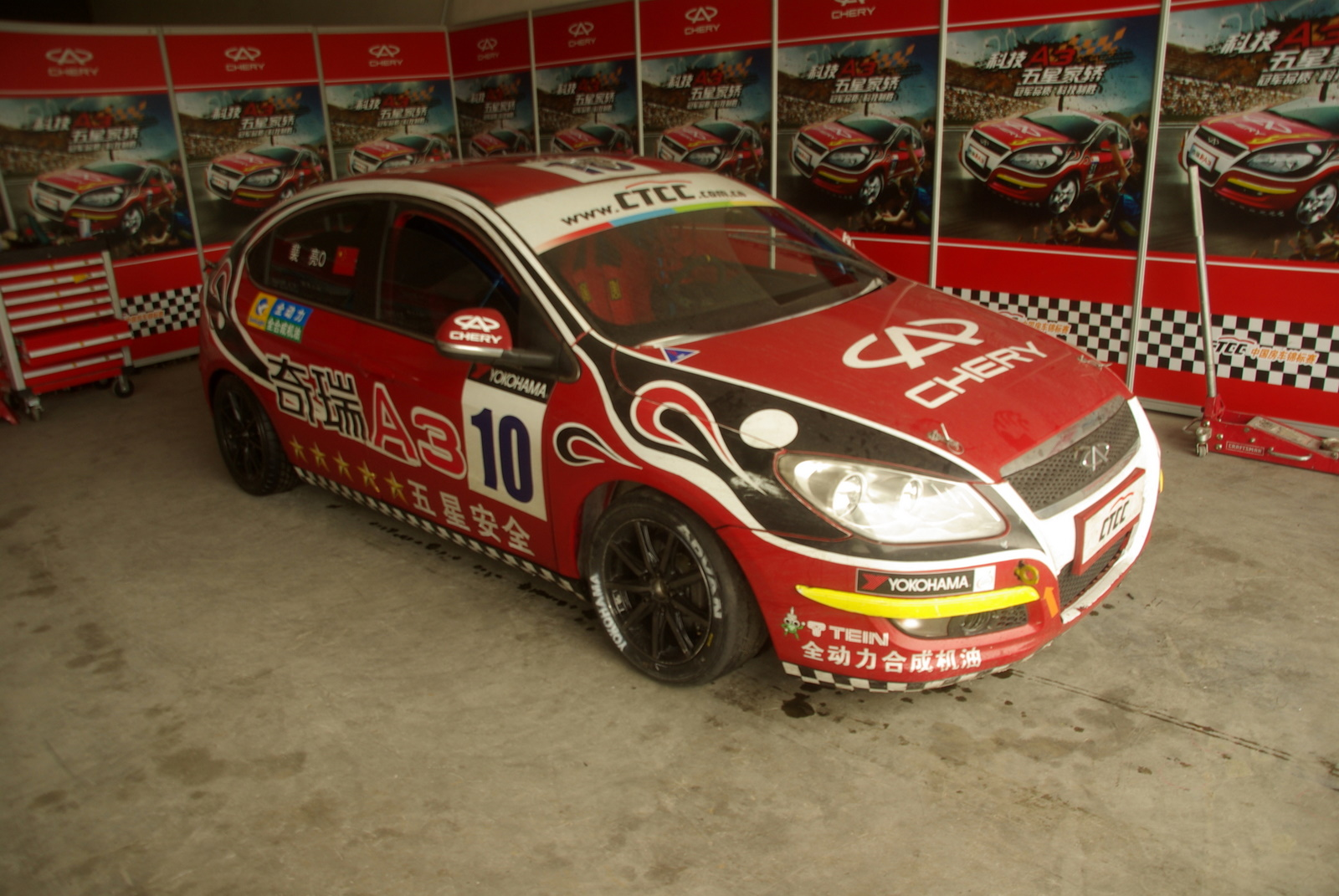
Ралійний Chery A3

Модель стала результатом роботи інженерів і дизайнерів з різних країн. Риси зовнішнього дизайну і внутрішніх елементів Chery M11 отримав від італійського дизайн-ательє Pininfarina. 
Автомобіль оснащений переднім приводом з поперечним розташуванням двигуна. Передні гальма дискові, вентильовані, задні - дискові, передня підвіска незалежна, типу Макферсон, на поперечних важелях, з гідравлічними телескопічними амортизаторами і стабілізатором поперечної стійкості, задня підвіска незалежна, багатоважільна, з гідравлічними телескопічними амортизаторами і стабілізатором поперечної стійкості. Доведенням і налаштуванням підвіски займалася британська компанія Mira, з шістдесятирічним досвідом роботи в цій сфері. 
Кузов Chery M-11, виконаний з сталі, яку використовують шведські автовиробники. Ще одним елементом пасивної безпеки є фронтальні подушки безпеки для водія і пасажира, бічні подушки, вмонтовані в передні стійки і шторки безпеки. За безпеку маленьких пасажирів відповідає система кріплення дитячих крісел ISO-FIX. У списку систем активної безпеки власнику Chery M11 доступна прогресивна система ESP, що запобігає ковзання і занесення автомобіля, якщо водій допустив помилку при проходженні повороту або при їзді в складних дорожніх умовах. Також у цьому допомагають антиблокувальна система гальм і система розподілу гальмівного зусилля.
З середини листопада 2010 року модель поступила у продаж на території України.

## Двигуни
| Індекс       | Модель двигуна  | Об'єм    | Клапани/ГРМ | Потужність при об/хв     | Крутний момент при об/хв | Максимальна швидкість км/год | Роки випуску | Примітки               |
| ------------ | --------------- | -------- | ----------- | ------------------------ | ------------------------ | ---------------------------- | ------------ | ---------------------- |
| Бензинові Р4 |                 |          |             |                          |                          |                              |              |                        |
| 1,6i         | Acteco-SQR481F  | 1597 см³ | 16/DOHC     | 119 к.с. (87.5 кВт)/6150 | 147 Нм/4300-4500         | 180                          | з 2008       | 5 ст. МКПП             |
| 1,6i         | Acteco E4G16    | 1598 см³ | 16/DOHC     | 127 к.с. (93 кВт)/6150   | 160 Нм/3900              | 180                          | з 2008       | 5 ст. МКПП (для Китаю) |
| 1,8i         | Acteco-SQR481FC | 1845 см³ | 16/DOHC     | 132 к.с. (97 кВт)/5750   | 170 Нм/4300              | 168                          | з 2008       | 5 ст. МКПП/4 ст. АКПП  |
| 2,0i         | Acteco-SQR484F  | 1971 см³ | 16/DOHC     | 139 к.с. (102 кВт)/5750  | 182 Нм/4300              | 182                          | з 2008       | 4 ст. АКПП             |

## Безпека
За результатами краш-тестів проведених за методикою C-NCAP (China-NCAP) автомобіль Chery A3 отримав п'ять зірок за безпеку.
В ході краш-тестів Chery A3 отримав сумарну оцінку 45,3 балів із можливих 50.
| Зірки в C-NCAP з Краш-тесту |